# 결혼 이야기 (1992년 영화)
《결혼 이야기》는 1992년에 개봉한 대한민국의 로맨틱 코미디 영화이며 심혜진이 분한 최지혜 역은 최진실 하희라 등이 거론됐으나  제작진들의 강력한 추천 아래 심혜진으로 간신히 낙점됐다.

## 배역
- 최민수 : 김태규 역
- 심혜진 : 최지혜 역
- 문성근 : 내레이터 역
- 이희도 : 윤일중 역
- 김희령 : 오향숙 역
- 독고영재 : 박창수 역
- 양택조 : 차장 역
- 윤문식 : 찍새 역
- 김기현 : 콜롬보 역
- 방은희 : 미영 역
- 이해룡 : 국장 역
- 김종구 : 장 PD 역
- 김선경 : 여자 진행자 역
- 엄정화 : 여자 DJ 역
- 김기종 : 아버지 역
- 엄춘배 : 친구 1 역
- 강효실 (특별출연)

## 수상
- 1992년 제13회 청룡영화상
  - 한국영화 최다관객상
  - 각본상 - 박헌수
  - 인기스타상 - 최민수, 심혜진
- 1992년 제3회 춘사영화상
  - 각본상 - 박헌수
  - 신인감독상 - 김의석
  - 심사위원특별상 - 브루노 가브로
  - 의상상 - 김윤주, 이경희
- 1993년 제31회 대종상
  - 신인감독상 - 김의석
  - 여우주연상 - 심혜진
  - 남자인기상 - 최민수
- 1993년 제13회 한국영화평론가협회상
  - 여우주연상 - 심혜진